# News 12 Networks
 (juin 2017).
Si vous disposez d'ouvrages ou d'articles de référence ou si vous connaissez des sites web de qualité traitant du thème abordé ici, merci de compléter l'article en donnant les références utiles à sa vérifiabilité et en les liant à la section « Notes et références ».
The News 12 Networks est un groupe de chaînes de télévision régionales américaines, filiale du cablo-opérateur Altice USA, détenu par l'homme d'affaires franco-maroco-israélien Patrick Drahi.  
Jusqu'en 2016, News 12 Networks était une filiale de Newsday Media Holdings.  
Toutes les chaînes offrent toute l'information locale 24 h / 24 (actualités, météo, circulation et sports), en se concentrant principalement sur différentes régions de la région métropolitaine de New York à l'extérieur de Manhattan, Staten Island et Queens. Il est devenu le réseau d'information hyper-local le plus regardé et le plus primé aux États-Unis. 
Cependant, la plupart des chaînes ont 11 à 12 heures par jour pour les bulletins d'informations en direct. D'autres fois, ils diffusent des reportages dans un format en boucle. 
Les réseaux sont gérés par les systèmes d'Altice USA dans toute la région (à l'exception de certains systèmes dans les districts de Dutchess, Orange, Putnam à New York et le comté de Litchfield dans le Connecticut); Ces systèmes étaient initialement détenus par Cablevision appartenant à Dolan avant d'être transférés à Altice. Depuis la vente, les réseaux News 12 sont également disponibles sur la plupart des systèmes Charter Communications, Service Electric et Comcast. Dans la région de Tri-State (dans le cas de Charter, cela fait partie d'un accord de fournisseur interprofessionnel qui permet également à une chaîne d'information locale d'être diffusée 24h/24, NY1, à voir chez les fournisseurs d'Altice). Cependant, aucune des chaînes n'est disponible sur Verizon FiOS (qui offre un service concurrent de FiOS 1) ou des fournisseurs de satellites comme DirecTV ou Dish Network; Ceci est mentionné dans le slogan utilisé par les réseaux, "Only on cable. Never on FiOS. Never on satellite". Même si News 12 devait être mis à la disposition de ces services, Dish a refusé de transporter des réseaux appartenant à Dolan depuis 2010. Bien que les sept chaînes possèdent des opérations d'actualité individuelles et uniques, elles partagent la même mission, ainsi que des graphiques et de la musique identiques bouquets. 
L'empreinte combinée des sept chaînes atteint un public potentiel de 3,8 millions de personnes dans l'État de New York, le New Jersey et le Connecticut, dont deux des cinq arrondissements de New York City (Brooklyn et Le Bronx), la plus grande partie de Long Island (Les comtés de Nassau et Suffolk), le sud-ouest du Connecticut, le nord et le centre du New Jersey et la plus grande partie inférieure de la vallée Hudson.
En octobre 2016, les rapports des journaux indiquaient que News 12 consolidait ses opérations Westchester et Connecticut News, diffusant des dédicaces mobiles
et des opérations de studio au New Jersey et à Long Island, et le personnel d'information et de production de ces opérations serait mis à pied. Rapports indiqués: La directrice des ventes de Westchester Janine Rose a été autorisée à démissionner et le directeur des informations du Connecticut Tom Appleby a été renvoyé,,.

## Chaînes

### News 12 The Bronx et News 12 Brooklyn
News 12 The Bronx a été lancé en juin 1998 en tant que sixième chaîne des News 12 Networks; Il atteint plus de 300 000 ménages de télévision par câble au Bronx et dans l'arrondissement de New York City. La chaîne est basée à partir de studios, au 930, Avenue Soundview, dans le quartier de Soundview, dans le Sud de Bronx. News 12 The Bronx a été la première organisation télévisée aux États-Unis à utiliser des véhicules Électriques Hybrides respectueux de l'environnement dans le but de réduire la pollution atmosphérique.
Depuis la fin de 2010, News 12 The Bronx a produit des mises à jour de nouvelles en langue espagnole pour son site web et News 12 Interactive sur iO Digital Cable Service, chaîne 612 appelé News 12 El Bronx en Español.
News 12 Brooklyn a été lancé en 2005. La chaîne atteint plus de 490 000 foyers dans tout l'arrondissement via les systèmes Cablevision et Time Warner Cable (dont le dernier porte la chaîne sur le chaîne numérique 156). Les deux réseaux partagent les mêmes ressources en matière de talent, d'équipement et de collecte d'information. Les séries pour les chaînes Bronx et Brooklyn ont été améliorées respectivement à l'été 2010 et à la mi-décembre 2010. News 12 The Bronx et les News 12 Brooklyn ont été le dernier des 12 réseaux d'informations à lancer des flux simulcast haute définition; News 12 Thee Bronx a lancé son flux HD le 7 décembre 2011, alors que News 12 Brooklyn a lancé le sien en janvier 2012. 

### News 12 Connecticut
News 12 Connecticut a été lancé en 1982 en tant que chaîne d'origine local; Elle est finalement devenue la première chaîne d'information régionale de l'état. Le 10 octobre 2011, News 12 Connecticut est devenu la cinquième chaîne parmi les News 12 Networks pour lancer un flux de diffusion simultanée haute définition. La chaîne est basée au 28, Cross Street, dans la section Norwalk Center de Norwalk, dans le Connecticut. News 12 Connecticut est disponible dans le Comté de Fairfield, ainsi que dans les villes du Comté de New Haven de Milford, Woodbridge et Orange, avec une portée estimée de plus de 220 000 abonnés à Cablevision. Il n'est pas disponible dans le Comté de Litchfield mais, en février 2017, contient de la circulation et de la couverture météorologique pour la région.

### News 12 Hudson Valley
News 12 Hudson Valley a été lancé en 2005. La chaîne est basée au 235 West Nyack Road à West Nyack, à New York; News 12 Hudson Valley atteint plus de 140 000 ménages de télévision par câble grâce à des systèmes gérés par Cablevision et Time Warner Cable (dont le dernier porte la chaîne sur la chaîne numérique 156) desservant les comtés de Rockland et Orange. Le 5 octobre 2011, News 12 Hudson Valley ainsi que la chaîne News 12, Westchester est devenu le troisième et la quatrième chaîne parmi les News 12 Networks (derrière les chaînes du New Jersey et de Long Island) pour lancer un flux de diffusion simultanée haute définition. 

### News 12 Long Island
News 12 Long Island est la chaîne phare du groupe, qui a été lancé le 15 décembre 1986 comme première chaîne locale d'information téléphonique 24 heures sur 24 dans le pays. La chaîne offre une couverture d'information 24 h / 24 principalement axée sur Long Island. La chaîne est basée à 1 Media Crossways dans le parc de bureaux Crossways à Woodbury, dans l'État de New York. News 12 Long Island est disponible sur les systèmes Cablevision dans les comtés de Long Island de Nassau et Suffolk.

### News 12 New Jersey
News 12 New Jersey a été lancé en mars 1996 en tant que cinquième chaîne dans la famille des News 12 chaînes d'information. La chaîne est connue pour son programme hebdomadaire sur le football Friday Night Football et produit également un programme complémentaire Saturday Night Football lors des séries éliminatoires de l'état. Depuis la fin de 2010, News 12 New Jersey a produit des mises à jour d'information en langue espagnole, News 12 New Jersey en Español, disponibles sur son site Web et sur News 12 Interactive sur iO Digital Cable chaîne 612. 
La chaîne est basée au Raritan Center au 450 Raritan Center Parkway à Edison; Il a la plus grande portée de couverture des 12 chaînes d'information, avec une base d'abonnés estimée à près de 1,8 million de foyers. En plus de sa principale salle de presse à Edison, News 12 New Jersey exploite également des salles de rédaction régionales à Newark, Trenton, Madison, Oakland et Wall Township. 

### News 12+
News 12+ (originellement News 12 Traffic & Weather) comprend cinq chaînes régionales qui offrent une couverture en continu du trafic et des conditions météorologiques dans la région métropolitaine de New York, puis l'essentiel de l'info au cœur de la journée. Les chaînes sont formatées dans un cycle qui met à jour le trafic et la météo toutes les cinq minutes, 15 h / 24 (lundi au vendredi) ou 18 h / 24 (week-end). Initialement lancé en 1992, le service est la seule chaîne survivante qui faisait autrefois partie de MSG Metro Channels, bien que son établissement soit antérieur à l'existence du bouquet MSG Metro. News 12 Traffic & Weather sont diffusés sur la chaîne 61 dans toute la zone de service des chaînes News 12. 
La chaîne compte plusieurs journalistes d'circulation, et deux météorologistes.

### News 12 Westchester
News 12 Westchester a été lancé en 1995, en tant que chaîne d'information locale par câble 24 heures sur 24. La chaîne est basée à Yonkers au Southpark Westchester Executive Park au 6 Executive Plaza; News 12 Westchester atteint plus de 280 000 ménages de télévision par câble grâce à des systèmes gérés par Cablevision et Time Warner Cable of Mt. Vernon (qui porte la chaîne sur la chaîne 20), et Comcast dans les systèmes de câble Putnam (qui le porte sur la chaîne 112). Le 20 décembre 2010, News 12 a créé un nouveau logo, infobar, graphiques (y compris l'introduction des actualités) et de la musique. Le 5 octobre 2011, News 12 Westchester est devenu le troisième des News 12 Networks pour lancer un flux de diffusion simultanée haute définition. 